# Ostrý Grúň
Ostrý Grúň – wieś (obec) na Słowacji położona w kraju bańskobystrzyckim, w powiecie Žarnovica. Pierwsze wzmianki o miejscowości pochodzą z 1951 roku.
Według danych z dnia 31 grudnia 2012 roku, wieś zamieszkiwały 524 osoby, w tym 251 kobiet i 273 mężczyzn.
W 2001 roku rozkład populacji względem narodowości i przynależności etnicznej wyglądał następująco:
- Słowacy – 97,12%
- Czesi – 0,34%
- Morawianie – 0,68%

Ze względu na wyznawaną religię struktura mieszkańców kształtowała się w 2001 roku następująco:
- Katolicy rzymscy – 87,82%
- Ewangelicy – 1,35%
- Husyci – 0,17%
- Ateiści – 5,08%
- Nie podano – 4,74%